# 若湊義正
若湊 義正（わかみなと よしまさ、1888年3月14日 - 1941年11月12日）は、現在の栃木県栃木市出身で高砂部屋に所属した力士。本名は北条 義（旧姓岡本）。4代富士ヶ根。167cm、96kg。最高位は西小結。得意技は押し、右四つ、寄り。

## 経歴
1905年5月場所初土俵、その後一時病気で帰京し、大坂相撲の朝日山部屋で修業した後再び東上。広い肩幅、重い腰を利した右差しからの寄りで、1913年1月場所に新入幕、「若湊」と改名した後の1919年1月新鋭常ノ花を破るなど5勝5敗、翌1919年5月場所に小結昇進。1922年1月場所限りで引退し、4代富士ヶ根を襲名。弟子は冨士ヶ嶽孝一郎を育てた。協会内では理事を務め、金庫番となった。

## 主な成績
- 通算成績：68勝83敗13休8分12預 勝率.450
- 幕内成績：63勝78敗13休6分10預 勝率.447
- 現役在位：19場所
- 幕内在位：17場所
- 三役在位：1場所（小結1場所）

### 場所別成績
| 1905年 （明治38年） | x                        | （前相撲）                 |
| 1906年 （明治39年） | x                        | x                          |
| 1907年 （明治40年） | x                        | x                          |
| 1908年 （明治41年） | x                        | x                          |
| 1909年 （明治42年） | x                        | x                          |
| 1910年 （明治43年） | x                        | x                          |
| 1911年 （明治44年） | x                        | x                          |
| 1912年 （明治45年） | x                        | x                          |
| 1913年 （大正2年） | 前頭 3–4–2 1預           | 西前頭9枚目 3–5–2          |
| 1914年 （大正3年） | 西前頭10枚目 2–3–4 1引分 | 東前頭18枚目 3–2–5         |
| 1915年 （大正4年） | 東前頭18枚目 7–2 1預     | 西前頭9枚目 4–4 2預        |
| 1916年 （大正5年） | 西前頭10枚目 3–6 1預     | 西前頭13枚目 1–6 2引分 1預 |
| 1917年 （大正6年） | 東十両筆頭 3–1 2引分 2預 | 西前頭15枚目 5–4 1引分     |
| 1918年 （大正7年） | 西前頭14枚目 7–3         | 西前頭筆頭 3–6 1預         |
| 1919年 （大正8年） | 西前頭8枚目 5–5          | 西小結 2–6 2預             |
| 1920年 （大正9年） | 西前頭6枚目 3–6 1預      | 東前頭12枚目 6–4           |
| 1921年 （大正10年） | 東前頭8枚目 4–6          | 西前頭16枚目 2–6–2         |
| 1922年 （大正11年） | 東十両3枚目 引退 2–4–0   | x                          |
| 各欄の数字は、「勝ち-負け-休場」を示す。 優勝 引退 休場 十両 幕下 三賞：敢=敢闘賞、殊=殊勲賞、技=技能賞 その他：★=金星 番付階級：幕内 - 十両 - 幕下 - 三段目 - 序二段 - 序ノ口 幕内序列：横綱 - 大関 - 関脇 - 小結 - 前頭（「#数字」は各位内の序列） |                          |                            |

## 改名歴
- 稲ノ穗（いねのほ）1905年5月場所 -
- 稲川（いながわ）- 1912年5月場所
- 弥高山 万五郎（やたかやま まんごろう）1913年1月場所
- 彌高山 万五郎（やたかやま まんごろう）1913年5月場所
- 弥高山 万五郎（やたかやま まんごろう）1914年1月場所 - 1914年5月場所
- 稲ノ穂 義正（いねのほ よしまさ）1915年1月場所 - 1917年5月場所
- 弥高山 義正（やたかやま よしまさ）1918年1月場所 - 1918年5月場所
- 若湊 義正（わかみなと よしまさ）1919年1月場所 - 1922年1月場所